# Austera Peak
Der Austera Peak (8.339 ft (2.542 m)) ist ein Gipfel im North Cascades National Park im US-Bundesstaat Washington. Er liegt im südlichen Abschnitt des Nationalparks, etwa 1 mi (1,6 km) nördlich des Klawatti Peak (8.485 ft (2.586 m)) und in derselben Entfernung südlich des Primus Peak (8.508 ft (2.593 m)). Der North Klawatti Glacier, der Klawatti Glacier und der nördliche Abschnitt des McAllister Glacier beginnen alle an den Hängen des Austera Peak, der die höchste Spitze eines Austera Towers genannten Grates darstellt.

## Klima
Der Austera Peak liegt in einer „Marine West Coast“ genannten Klimazone des westlichen Nordamerika. Die meisten Wetterfronten stammen vom Pazifik und bewegen sich nordostwärts auf die Kaskadenkette zu. Wenn die Fronten die North Cascades erreichen, werden sie durch die hohen Gipfel gezwungen aufzusteigen, was zu teils heftigen Niederschlägen in Form von Regen oder Schnee führt (Stauwirkung der Gebirge). Daraus resultieren hohe Niederschlagsmengen auf der Westseite der Kaskaden, insbesondere im Winter in Form von Schnee. Während der Wintermonate ist der Himmel normalerweise bedeckt, aber aufgrund der Hochdrucksysteme über dem Pazifik im Sommer sehr oft wolkenlos oder nur sehr gering bewölkt.:16 Aufgrund des maritimen Einflusses neigt der Schnee dazu, feucht und damit schwer zu sein, so dass eine hohe Lawinengefahr besteht.:16